# Harry Braun
Harry Braun (* 24. Dezember 1908 in Cottbus; † 12. Januar 1979 in Wernigerode) war ein deutscher Dermatologe.
Braun arbeitete als Assistent und Oberarzt an der Universitätshautklinik Greifswald unter Wilhelm Richter (1892–1944). 1945 wurde er kommissarischer Direktor und Professor mit vollem Lehrauftrag. 1946 wurde Braun, neben Karl Linser aus Berlin, als neuer Lehrstuhlinhaber an der Universität Rostock diskutiert. Die Vorschläge wurden jedoch nicht weiter verfolgt. 1949 wechselte er als Direktor an die Städtische Hautklinik Magdeburg, die zu diesem Zeitpunkt jedoch in Lostau untergebracht war. 1952 wurde die Klinik auf sein Drängen hin nach Magdeburg-Sudenburg zurückgegliedert, wo sie 1954 als Hautklinik Teil der Medizinischen Akademie Magdeburg wurde. Mit 280 Betten gehörte die Einrichtung zu jener Zeit zu den größten Hautkliniken Deutschlands. Der starke Rückgang der Geschlechtskrankheiten in den 50er und 60er Jahren führte zu einer deutlichen Bettenreduzierung. Braun bemühte sich deshalb um die Profilierung der Arbeitsgebiete Mykologie, Gewerbedermatologie, medizinische Kosmetik und Dermatochirurgie. Seine Ehefrau Waltraud Braun (1918–1987) arbeitete als Oberärztin ebenfalls an der Klinik und übernahm später den Lehrstuhl an der Universitätshautklinik der Martin-Luther-Universität Halle-Wittenberg. Nach der Emeritierung von Karl Linser an der Charité wurde Wolfgang Gertler (1904–1982) aus Leipzig auf diesen Lehrstuhl berufen. Als Nachfolger Gertlers ging Braun an die Universitätshautklinik nach Leipzig. 1960 wurde er Vorsitzender der Gesellschaft für Medizinische Mykologie der DDR. Dieses Amt übte er bis 1970 aus. Er leitete die Leipziger Klinik bis zu seiner Emeritierung 1975. 1973 erhielt er den Vaterländischen Verdienstorden in Bronze. Braun starb im Alter von 70 Jahren.